# Eching (powiat Freising)
Eching – miejscowość i gmina w Niemczech, w kraju związkowym Bawaria, w rejencji Górna Bawaria, w regionie Monachium, w powiecie Freising. Leży około 15 km na południowy zachód od Freising, przy autostradzie A9 i autostradzie A92.

## Dzielnice
W skład gminy wchodzi pięć dzielnic.
| Dzielnica    | Liczba ludności |
| ------------ | --------------- |
| Eching       | 11 035          |
| Dietersheim  | 1 391           |
| Günzenhausen | 884             |
| Ottenburg    | 173             |
| Deutenhausen | 236             |

## Demografia
| Data       | Liczba mieszk. |
| ---------- | -------------- |
| 01.12.1840 | 680            |
| 01.12.1871 | 828            |
| 01.12.1900 | 1 049          |
| 16.06.1925 | 1 049          |
| 17.05.1939 | 1 420          |
| 13.09.1950 | 2 211          |
| 06.06.1961 | 2 764          |
| 27.05.1970 | 5 155          |
| 25.05.1987 | 9 293          |
| 31.12.2004 | 12 770         |
| 31.12.2006 | 13 719         |
| 31.12.2007 | 13 077         |

### Struktura wiekowa
Dane o ludności z 31 grudnia 2008:
| Opis                                | Ogółem | Ogółem | Kobiety | Kobiety | Mężczyźni | Mężczyźni |
| ----------------------------------- | ------ | ------ | ------- | ------- | --------- | --------- |
| Jednostka                           | osób   | %      | osób    | %       | osób      | %         |
| Populacja                           | 12 929 | 100    | 6397    | 49,48   | 6532      | 50,52     |
| Wiek przedprodukcyjny (0–17 lat)    | 2397   | 18,54  | 1197    | 9,26    | 1200      | 9,28      |
| Wiek produkcyjny (18–65 lat)        | 8559   | 66,2   | 4185    | 32,37   | 4374      | 33,83     |
| Wiek poprodukcyjny (powyżej 65 lat) | 1973   | 15,26  | 1015    | 7,85    | 958       | 7,41      |

## Polityka
Wójtem gminy jest Josef Riemensberger z CSU, rada gminy składa się z 24 osób.
|      | CSU | SPD | FWG | FDP | Razem |
| 2008 | 9   | 8   | 6   | 1   | 24    |
| 2002 | 12  | 8   | 4   | -   | 24    |